# Сафарьянц, Мария Саркисовна
Мари́я Сарки́совна Сафарья́нц (род. 13 декабря 1955 года, Ленинград) — русская скрипачка, концертмейстер, художественный руководитель фестиваля «Дворцы Санкт-Петербурга». Заслуженная артистка России (2006).

## Биография
Родилась в Ленинграде, в семье инженера Лилии Бахшиевны Абальян и известного советского инженера Саркиса Арамовича Сафарьянца, генерального конструктора-разработчика проектов большинства аэропортов СССР. Детство Марии прошло в доме, где значительную часть своего пути прожил выдающийся русский композитор Н.А. Римский-Корсаков, на Загородном пр.28. Сегодня там находится мемориальный музей-квартира Н.А. Римского-Корсакова.

## Музыкальная карьера
Несмотря на то, что Мария родилась в семье "технократов", музыкальные способности и абсолютный слух были отмечены у неё уже в раннем возрасте. Первые музыкальные уроки Мария получила от Галины Фёдоровны Граменицкой-Болдыревой, замечательной соседки по квартире, дворянского происхождения.
В скором времени Мария поступила в музыкальную школу № 15 Центрального района Ленинграда, по классу скрипки. Первые выступления Марии Сафарьянц состоялись в раннем возрасте - это районные и отчётные концерты. Одним из первых самостоятельных концертов стало выступление во Дворце культуры работников пищевой промышленности, когда Марии было 12 лет, по её словам, именно тогда она почувствовала себя настоящей артисткой, результатом чего было приглашение выступить с другими талантливыми детьми на радио.
В 1975 г. окончила Музыкальное училище имени Мусоргского и поступила в Ленинградскую государственную консерваторию имени Н. А. Римского-Корсакова. Будучи на третьем курсе обучения исполнительского факультета, Мария по конкурсу поступила в оркестр Санкт-Петербургской государственной филармонии имени Д. Д. Шостаковича, где служила с 1978 по 1987 год. Обучение в консерватории и службу в филармонии успешно совмещала с активной сольной деятельностью. Наиболее значительное влияние на становление артистки оказали знаменитые музыканты, профессора консерватории — Мария Карандашова, Михаил Вайман (народный артист РСФСР), Борис Гутников (народный артист РСФСР) а также встречи и стажировка у Игоря Безродного (народный артист РСФСР, профессор Московской консерватории), большое влияние оказал замечательный скрипач, народный артист России М.Гантварг.
В период обучения в консерватории у Марии проявились организаторские способности и лидерские качества. Она была одной из основателей исторического цикла концертов "Музыкальные среды" в музее Н.А. Римского-Корсакова. В 1987 году совместно с Михаилом Гантваргом, основала ансамбль "Солисты Ленинграда" при Ленконцерте.
После окончания консерватории Мария по личным мотивам переехала в Германию, где выступала с концертами. В скором времени получила контракт из Италии с Orchestra Internazionale d’Italia в должности концертмейстера. С 1989 года начинается жизнь между трех стран — Россией - Италией и Германией.
По возвращении в Россию создает ансамбль "Санкт-Петербург трио", с партнерами: Заслуженным артистом России- Сергеем Урываевым (фортепиано) и Леонидом Шукаевым (виолончель).

## Личная жизнь
В 1990 году Мария Сафарьянц знакомится со всемирно известным дирижёром и пианистом Константином Орбеляном. В 1990 он создаёт фестиваль «Дворцы Санкт-Петербурга» и приглашает выступить «Санкт-Петербург трио», в то время один из наиболее значимых ансамблей Ленинграда, созданный Марией Сафарьянц. С этого момента началось их творческое и личное взаимодействие, переросшее в брак. В 1993 году у Марии и Константина родился сын Геворк.

## Деятельность
С 1997 г. Мария становится художественным руководителем фестиваля [[Дворцы Санкт-Петербурга]]. В то время Константин был уже главным дирижёром Московского камерного оркестра. В этом же году Мария учреждает региональный общественный фонд "Дворцы Санкт-Петербурга", где и по сей день является Президентом. Продуктом деятельности фонда стали великолепные концерты. Фестиваль ежегодно представляет первых лиц мировой сцены, таких как Ирина Архипова, Елена Образцова.
Постепенно Фестиваль вышел далеко за рамки летнего сезона. С 2004 года и по сей день совместно с Константиновским фондом, Мария создала цикл концертов "Музыкальные сезоны в Константиновском". Также проводится фестиваль "Музыка воды" на водоканале Санкт-Петербурга.
В 2010 г. под руководством Марии был создан новый осенний проект — Международный музыкальный фестиваль «Петербургские набережные» и проект «Музыкальные вечера в Президентской библиотеке».
В 2018 г. - состоялся впервые фестиваль "Дворцы Крыма-Дворцы Санкт-Петербурга".
Под её руководством фонд занимается общественной и благотворительной деятельностью.
Мария успешно совмещает организаторскую и исполнительскую деятельность. Много гастролирует по России и за её пределами, укрепляя культурные связи с разными Государствами.
Гастроли по России: Москва, Петропавловск-Камчатский, Южно-Сахалинск, Саратов, Магнитогорск, Череповец, Великий Новгород.
Гастроли по миру: Армения, Италия, Германия, США, Финляндия, Греция, Чехия, Иордания, Южная Корея, Эстония, Литва, Канада, Австрия, Испания, Казахстан, Киргизия.

## Награды
- Медаль Мовсеса Хоренаци (16 июня 2010 года, Армения) — за многолетнюю и плодотворную национальную духовную, просветительскую и культурную деятельность, а также по случаю 300-летия образования армянской общины Санкт-Петербурга[1]
- Заслуженная артистка России (11 марта 2006 года) — за заслуги в области искусства[2]
- Почётный знак «За заслуги в развитии культуры и искусства» (24 ноября 2016 года, Межпарламентская ассамблея СНГ) — за значительный вклад в формирование и развитие общего культурного пространства государств — участников Содружества Независимых Государств, в реализацию идей сотрудничества в сфере культуры и искусства[3]
- Благодарность Законодательного Собрания Санкт-Петербурга (20 июня 2007 года) — за существенный личный вклад в развитие культуры и искусства в Санкт-Петербурге и в связи с 15-летием ежегодного международного фестиваля классической музыки «Дворцы Санкт-Петербурга»[4]
- Лауреат национальной художественной премии "Петрополь"
- Медаль Президента Италии за культурную и просветительскую деятельность в Италии (2014 г.)
- Государственная награда Республики Польша – медаль за особый вклад в проведении Года Шопена 2010
- Золотая медаль Министерства культуры Армении за выдающийся вклад в дело развития дружбы и укрепления культурных связей между русским и армянским народами (2007 г.)
- Орден Екатерины Великой за большой личный вклад развитие и укрепление великого города (2014 г.)
- Императорская медаль (4.11.2013)
- Орден Екатерины Великой (2.12.2013).
- Номинант премии "Лучший диск года" (США, 1996)
- Благодарность от Полномочного представительства Президента РФ в Северо-Западном Федеральном округе за вклад в развитие российской культуры (2002 г.)
- Почетная грамота от Управления делами Президента Российской Федерации за большой вклад в дело возрождения и сохранения культурных традиций Санкт-Петербурга
- Знак общественного признания - премия «Олимпия» (г. Москва)
- Медаль Национальной премии общественного признания достижений женщин России «Олимпия» (2005 г.)
- Медаль «Музыкальный мост Санкт-Петербург – Бостон» за содействие в развитии культурных связей от мэра  Бостона
- Золотой знак качества «Детям – лучшее» и диплом от Государственной Думы России в знак признания роли  детских и юношеских проектов в поддержке, становлении и развитии юных дарований (2001 г.)
- Медаль «За труд и верность» от руководства ОАО «РЖД» за большой вклад в развитие культуры и искусства на Октябрьской железной дороге (2012 г.)
- Благодарность от Организации Объединенных Наций (Управления по наркотикам и преступности по России и Белоруссии) за проект «Дети России против наркотиков» (2005 г.)
- Благодарность и диплом от телеканала «Ваше общественное телевидение!» за помощь в подготовке и создании программ телеканала «ВОТ!», а также личное участие в прямом эфире при их проведении (2008 г.)
- Диплом почетному участнику I-го заседания Международной научно-практической конференции «БРИК – прорыв в глобальную экономику XXI века» от Губернатора Санкт-Петербурга В. И. Матвиенко (2008 г.)
- Благодарность от Управления делами Президента Российской Федерации В. И. Кожина за большой вклад в дело сохранения духовного наследия и национального достояния России, активное участие в благотворительных программах Константиновского фонда по восстановлению российских историко-культурных памятников.
- Диплом Управления делами Президента Российской Федерации за большой вклад в дело возрождения музыкальных традиций Константиновского дворца, сохранение культурного наследия Санкт-Петербурга, воспитание высокого художественного вкуса и популяризации классической музыки (2009 г.)
- Диплом «Человек года» от  Санкт-Петербургской Региональной Армянской Национально-культурной Автономии за достижения в сфере культуры  (2010 г.)
- Благодарность от Губернатора Санкт-Петербурга В. И. Матвиенко за содействие в подготовке и проведении  концерта петербургских и ереванских мастеров искусств, в рамках программы Дней Санкт-Петербурга в Ереване.
- Благодарность от Законодательного Собрания Санкт-Петербурга за большой вклад в развитие культуры Санкт-Петербурга, за верность традициям петербургской музыкальной школы
- Почетный знак «СЕРЕБРЯНАЯ ЛАСТОЧКА» за благотворительность детям-беженцам, за неустанное внимание, любовь и заботу к ближнему
- Императорская медаль «Юбилей Всенародного Подвига»
- Медаль "им. П.П. Мельникова-первого министра путей сообщения России" за большой вклад в дело эстетического воспитания железнодорожников и членов их семей
- Медаль «За заслуги в культуре и искусстве», Российский творческий союз работников культуры (2019 г.)

## Пресса
http://www.rtr.spb.ru/Radio_ru/First_Person/news_detail_v.asp?id=23723 02-06-2019 года 
Программа «Звучащая сфера» (21:10) приглашенная гостья – З.а. России Мария Сафарьянц
http://www.rtr.spb.ru/Radio_ru/First_Person/news_detail_v.asp?id=23824
Программа «Музыкальная гостиная» Елены Майзель, приглашенная гостья – З.а. России Мария Сафарьянц
https://topspb.tv/programs/releases/86104/ с 1, 27 мин. по 1,33 мин. интервью с Марией Сафарьянц
https://www.kommersant.ru/doc/3984821
«Жизнь — это марафон, и выигрывают те, кто может распределять силы»: Мария Сафарьянц о фестивале «Дворцы Санкт-Петербурга»
https://www.classicalmusicnews.ru/interview/maria-safariants-theme-of-music/
Интервью с Марией Сафарьянц: «Тема музыки и истории – богатейшая и красивая» 24.01.2018
http://www.spb.aif.ru/conference/art/bileter-sreda_v_gostyah_mariya_safaryanc
Bileter-среда: в гостях Мария Сафарьянц 09.03.2017
https://nstar-spb.ru/musical/print/interview/mariya-safaryants-lyubite-svoe-vremya-/
Мария Сафарьянц: «Любите свое время!» Интервью для Санкт-Петербургского музыкального вестника.
26 Апреля 2017
https://nstar-spb.ru/musical/print/interview/mariya-safaryants-mechta-dolzhna-byt-/
Мария Сафарьянц: «Мечта должна быть!» Интервью для Санкт-Петербургского музыкального вестника.
2015.
https://noev-kovcheg.ru/mag/2010-03/1967.html Мария Сафарьянц: Армянская музыка понятна всему миру.  Нове Ковчег. №3(150).Март 2010